# Bernardo Accolti
Bernardo Accolti (Arezzo, 11 de septiembre de 1465-Roma, 1 de marzo de 1536) fue un poeta italiano.

## Biografía
Bernardo era hijo de Benedetto Accolti y era conocido en su época como l'«Unico Aretino». Adquirió fama como recitador de versos improvisados. Fue escuchado por grandes multitudes, por hombres con educación y los prelados más ilustres de la época. Entre otros, el cardenal Bembo dejó una declaración acerca de su extraordinario talento. Su gran reputación entre sus contemporáneos no parece muy justificada por los poemas que publicó, aun cuando demuestran una imaginación brillante.
Es probable que haya conseguido un mejor rendimiento en sus producciones extemporáneas que en aquellas que fueron el fruto de la deliberación. Sus obras, bajo el título de Virginia, Comedia, Capitoli y Strambotti di Messer Bernardo Accolti Aretino, fueron publicadas en Florencia en 1513 y se reimprimieron varias veces. 